# 大聖地牙哥塔
大聖地牙哥塔（英語：Gran Torre Santiago；西班牙語：Gran Torre Costanera），又稱為科斯塔内拉中心2號大廈（英語：Costanera Center Torre 2）、大科斯塔内拉塔（英語：Torre Gran Costanera），是一棟位於智利聖地牙哥的摩天大樓，共62層，由阿根廷裔美國籍著名建築師西薩·佩里設計，目前是南美洲最高的摩天大樓。大聖地牙哥塔是南半球第三高高層建築物，位於澳洲的Q1大廈與尤里卡大樓之後。若以使用樓層當作最高高度基準，大聖地牙哥塔是南半球第二高使用樓層建築物，位於澳洲的尤里卡大樓之後。

## 概觀
大聖地牙哥塔是科斯塔内拉中心的一部分，中心內擁有南美洲最大的購物中心，另有兩間酒店以及兩座辦公大樓。大聖地牙哥塔建築高度為300（980英尺），地上62層，地下6層，每層樓樓高度為4.1（13英尺），建築面積為107.125平方公尺。
大廈建築面積為47,000平方公尺土地上，可用樓層面積共有700,000平方公尺，在規劃時預估每日平均人數流量約在240,000人左右。大聖地牙哥塔的設計師為阿根廷裔美國籍建築師西薩·佩里的佩里·克拉克·佩里建筑事务所、智利建築商阿倫帕特·巴雷達建築設計事務所（Alemparte Barreda & Asociados）、加拿大建築商瓦特國際（Watt International）。結構工程商為智利的勒內·拉戈斯建築設計事務所（René Lagos y Asociados Ing. Civiles Ltda.）。施工廠商為SALFA集團（Salfa Corp）。

## 建造
大聖地牙哥塔於2006年6月開始建造，原預計2010年完工，因受到2007年–2008年環球金融危機影響，在2009年1月一度停工，導致完工日期延後。在經歷將近一年的停工期後，大聖地牙哥塔於2009年12月17日再度動工，並預計在2013年開始營運。
2010年11月初，大聖地牙哥塔建築高度已經到達205公尺高，超越原智利最高摩天大樓鈦金拱石大廈，成為智利國內最高摩天大樓。2011年2月，智利第二類晚報刊登大聖地牙哥塔建築高度已經到達226公尺高，打破卡拉卡斯的帕奎斯中央大樓雙塔高度，成為南美洲最高高層建築物，然第二類晚報在2012年2月時更新為大聖地牙哥塔是在2011年4月12日達成南美最高高層建築物創舉。
大廈主體於2011年7月完工，於2012年2月14日達到封頂高度300公尺，並在2013年正式完工。

## 觀景台
2015年8月11日，大聖地牙哥塔觀景台Sky Costanera正式對外開放，觀景台位於大廈第61與第62樓，可俯瞰首都聖地牙哥360度環景市景。

## 照片集

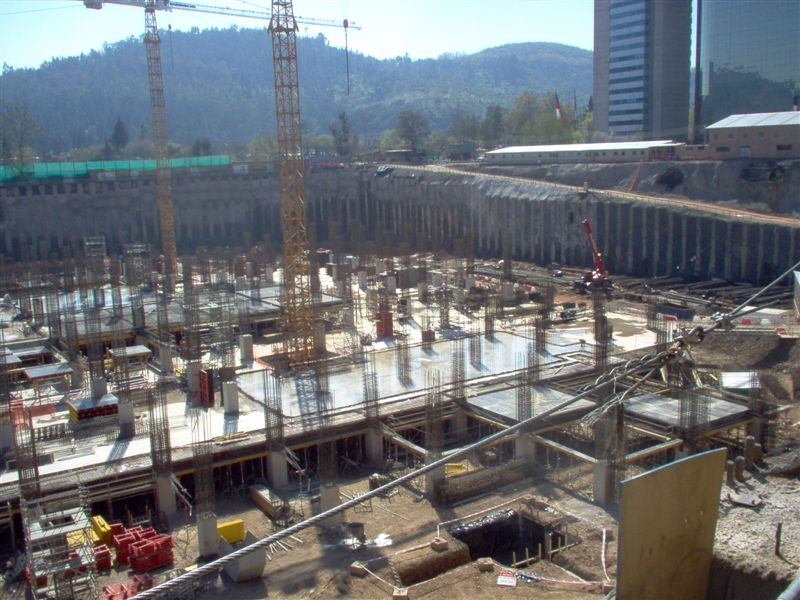
2006年9月
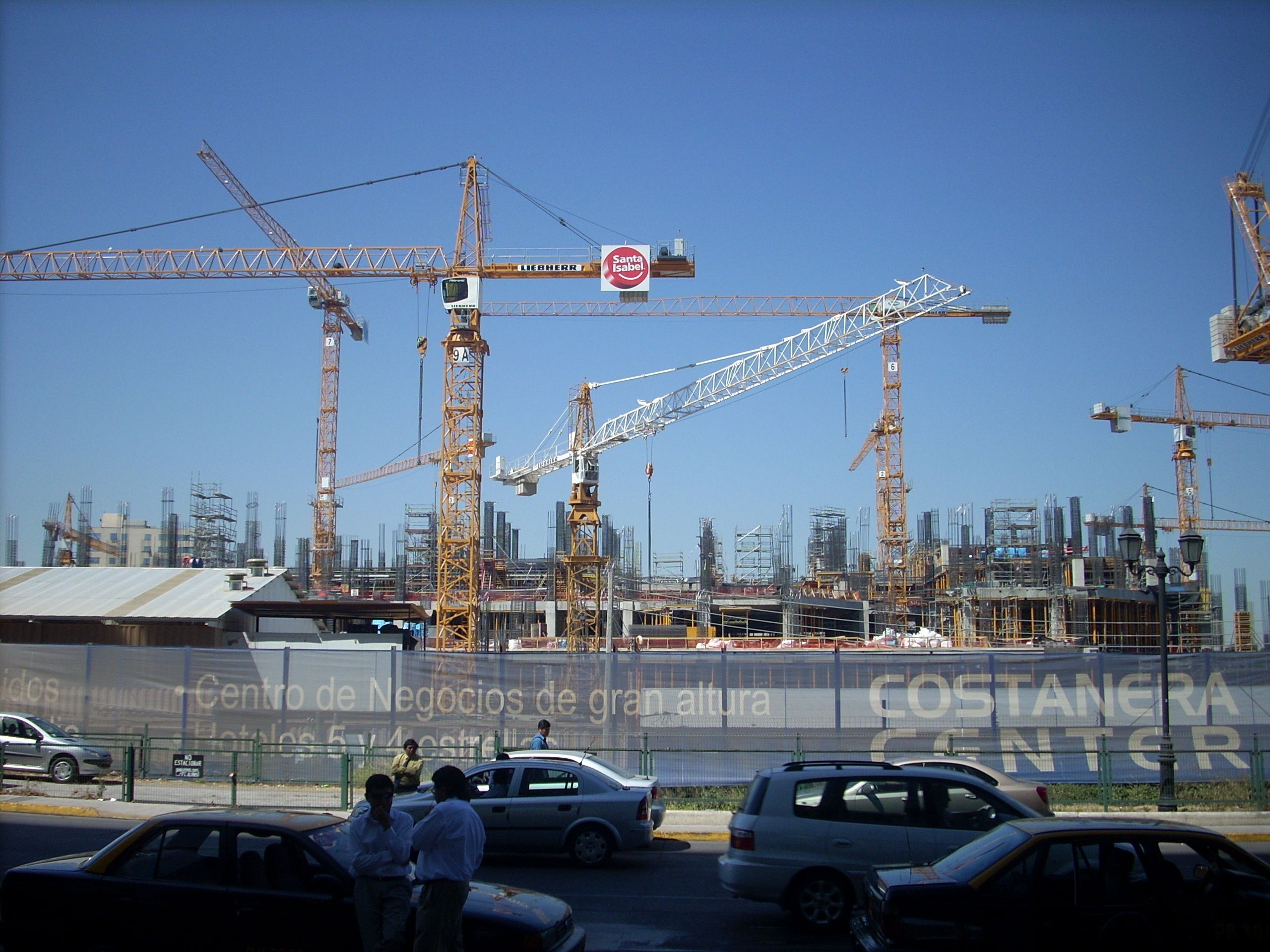
2007年12月
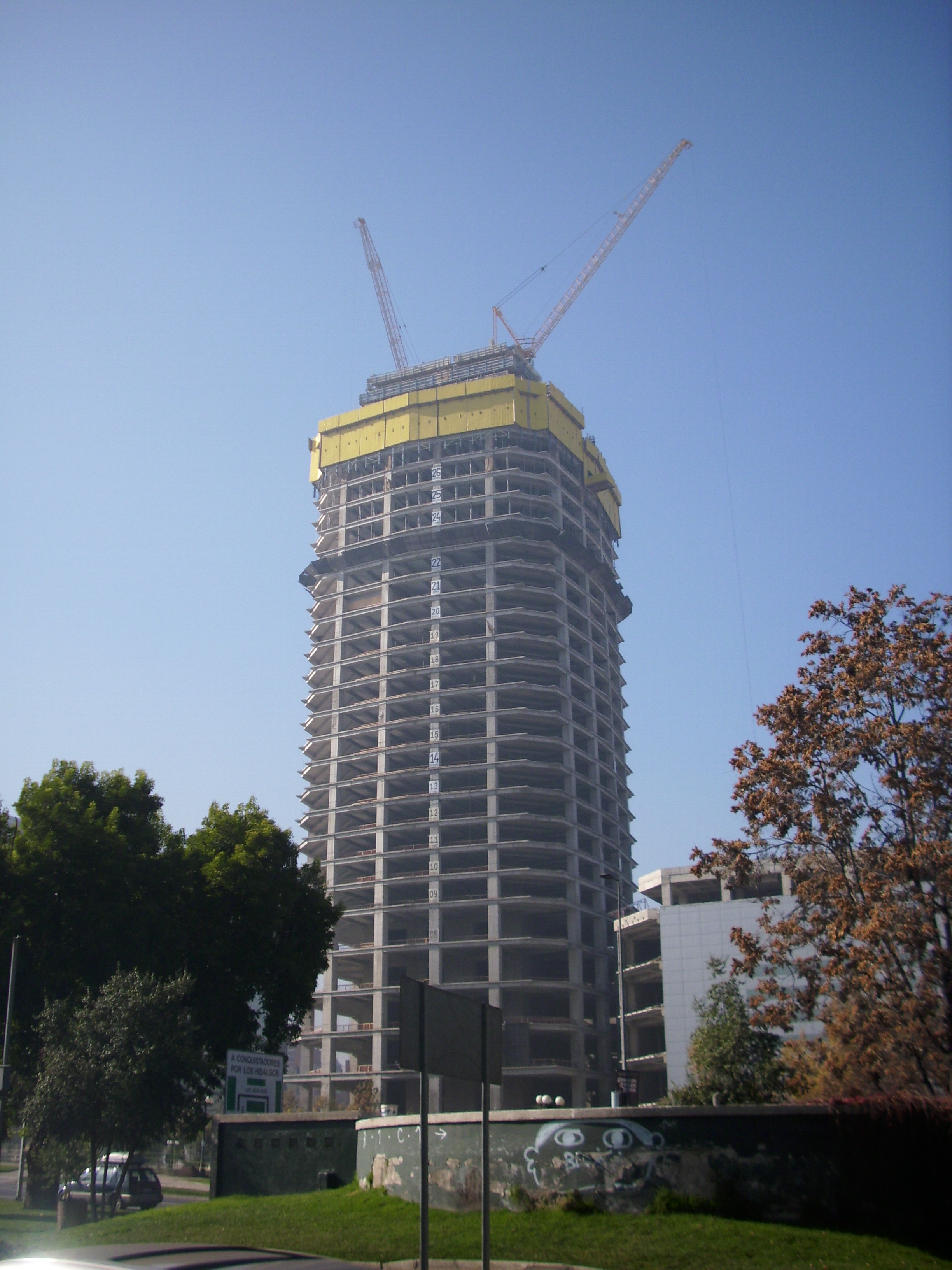
2010年6月
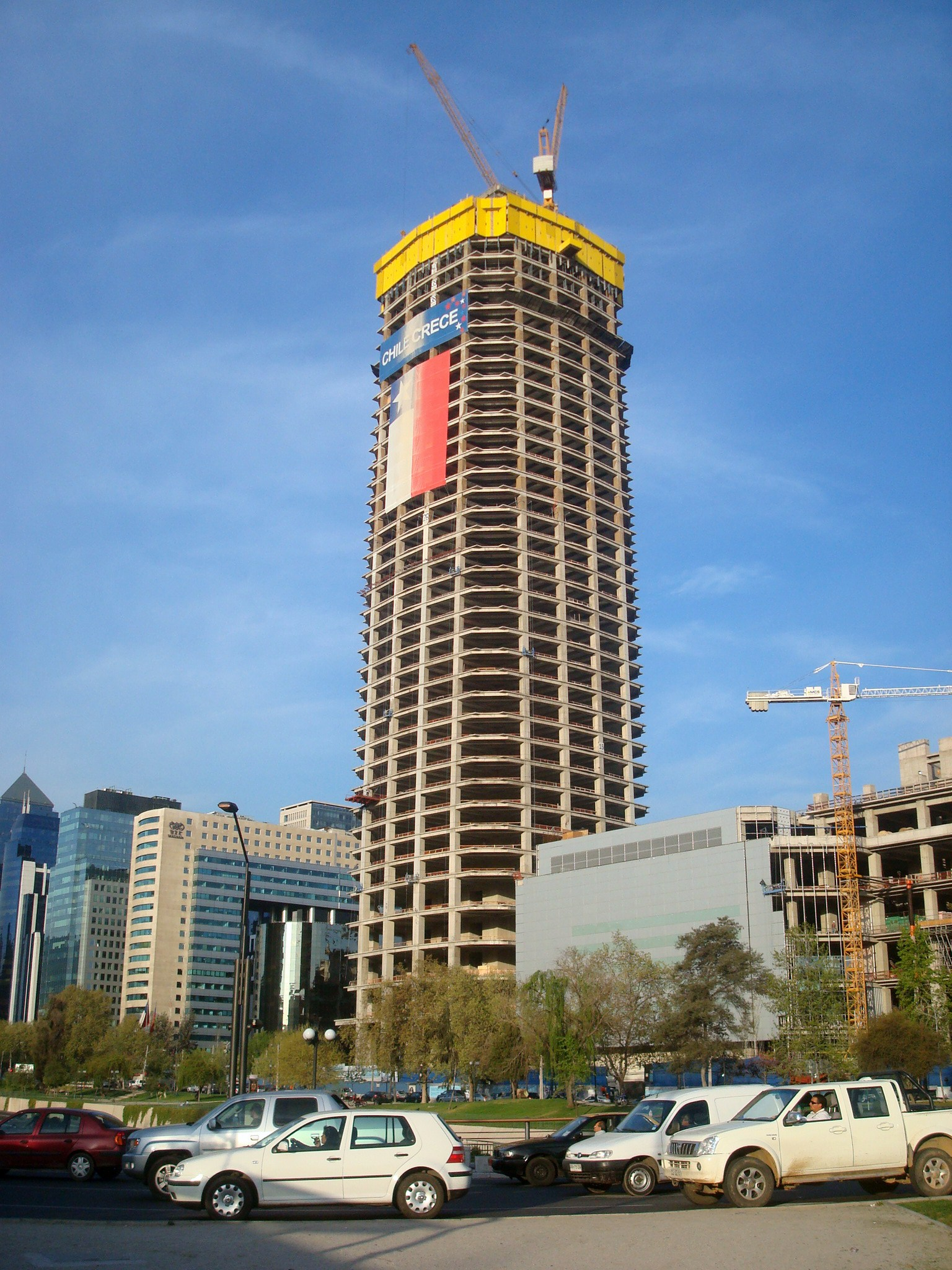
2010年9月
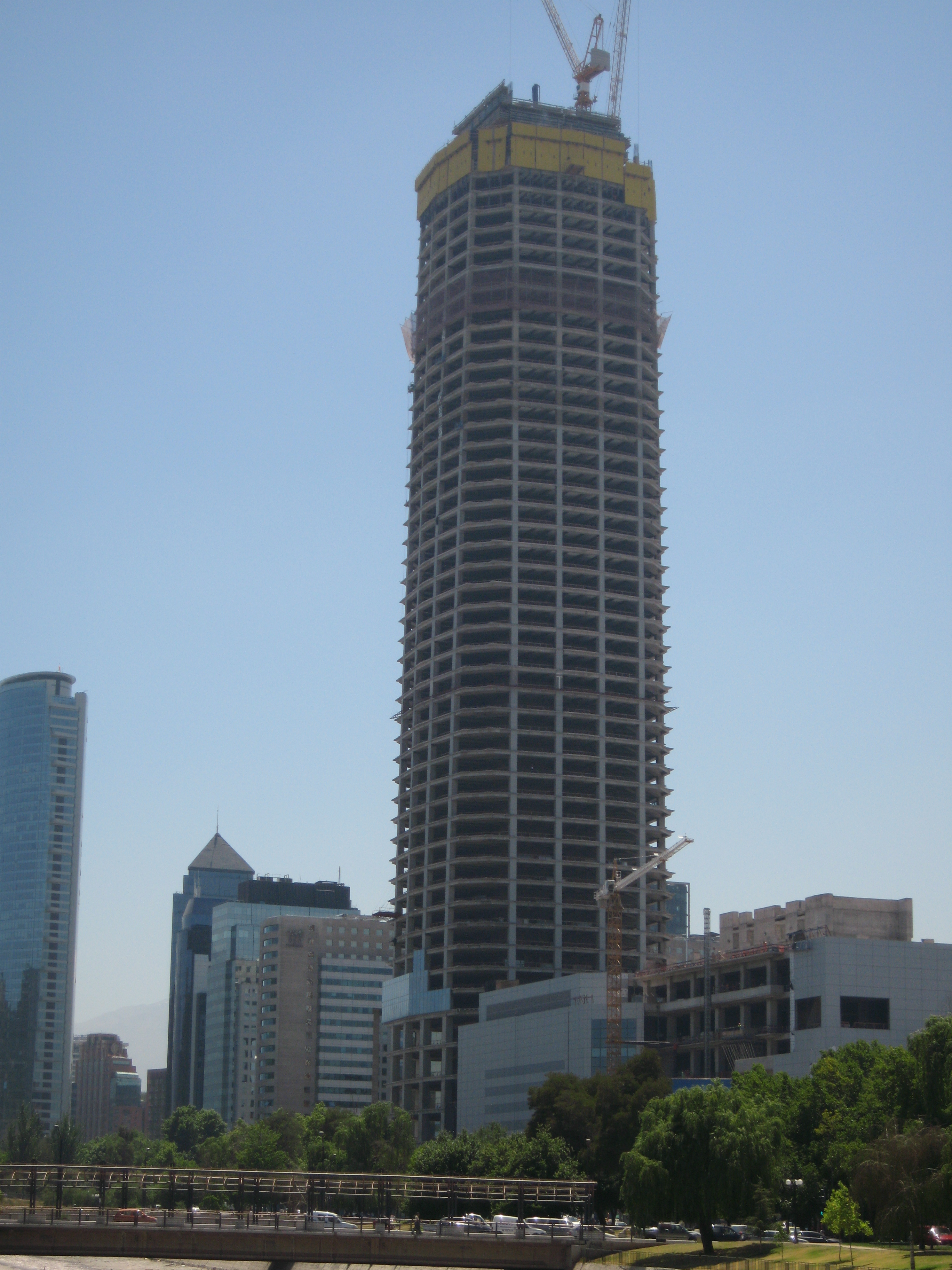
2011年1月
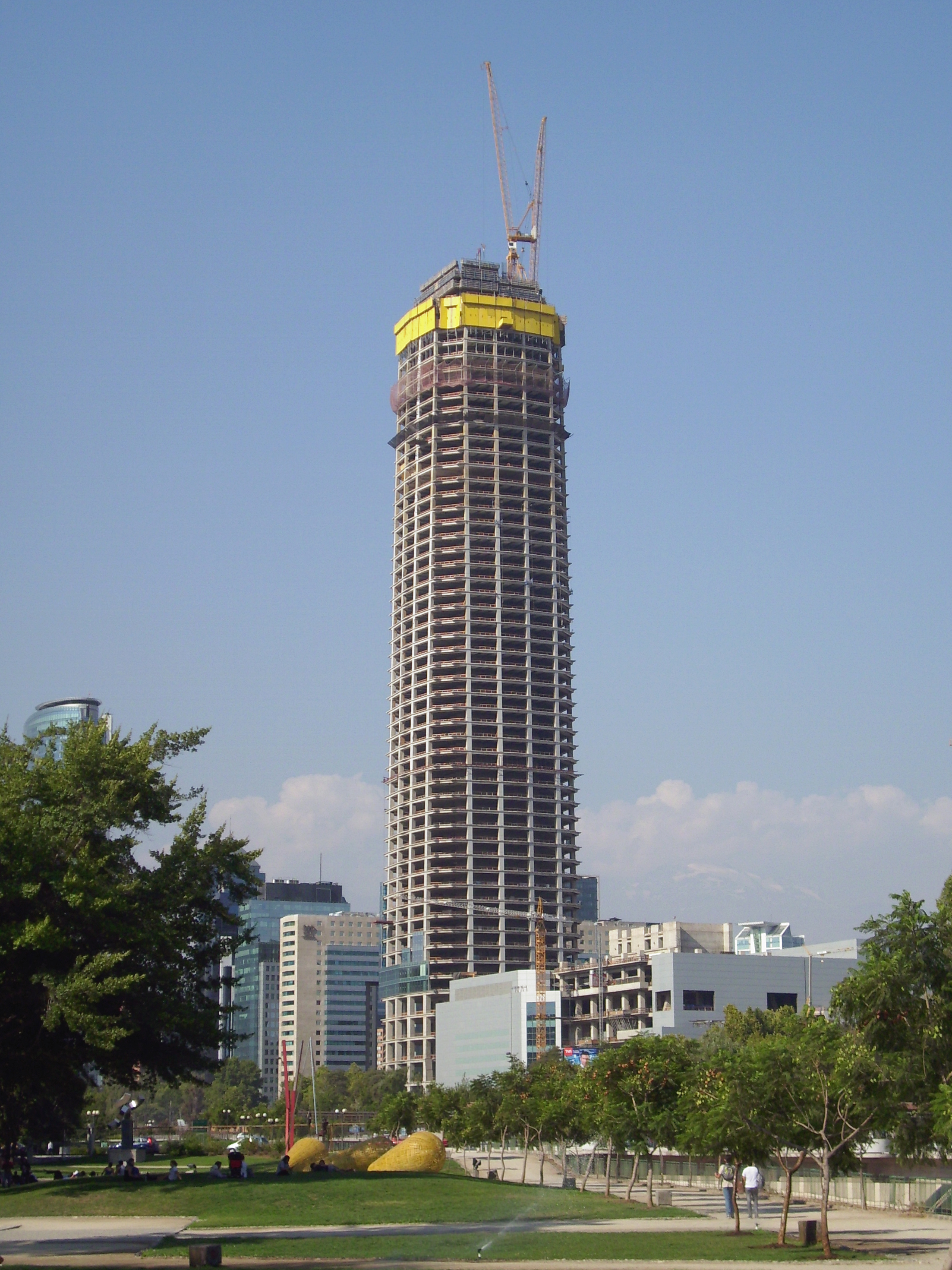
2011年3月
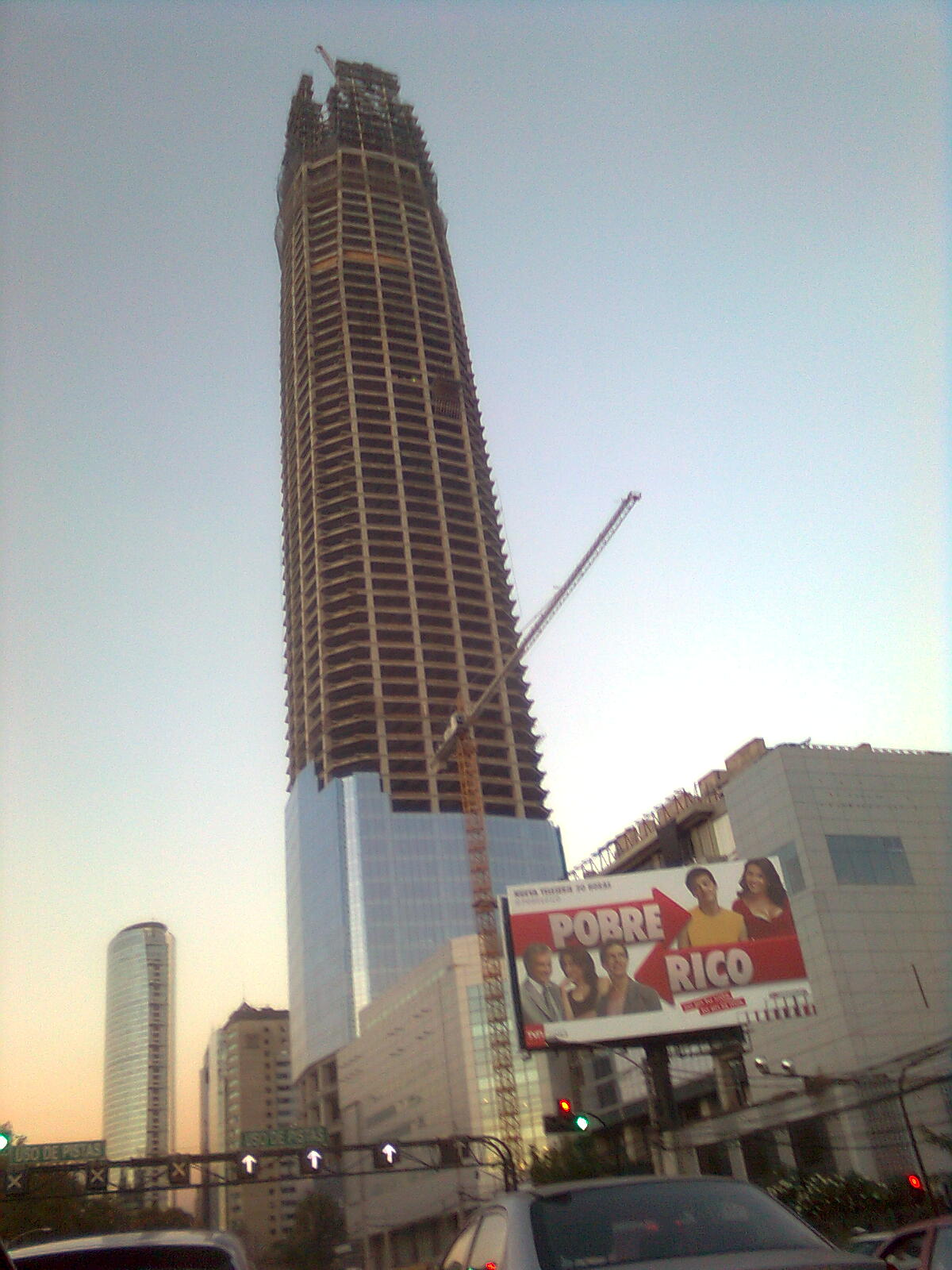
2012年3月
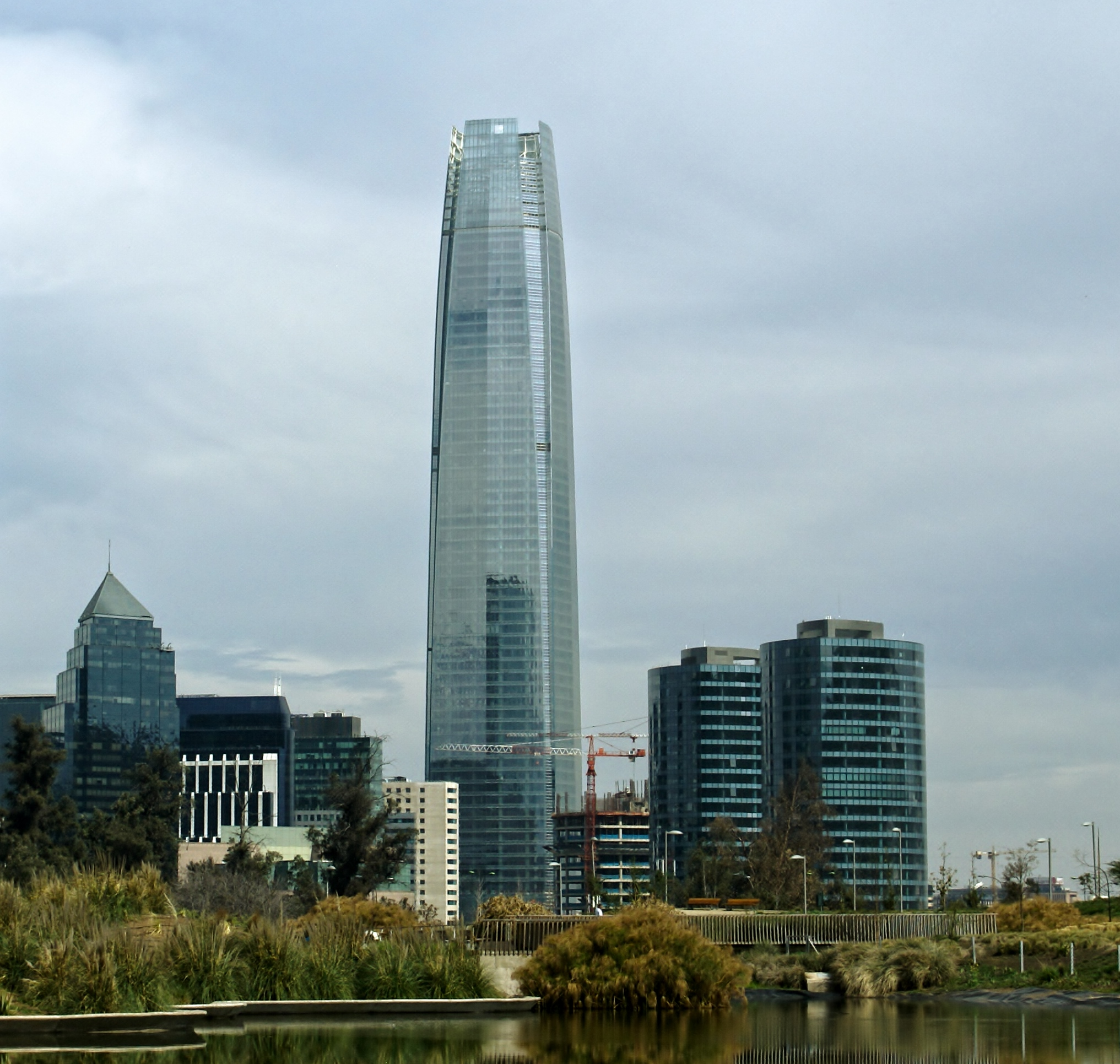
2013年9月
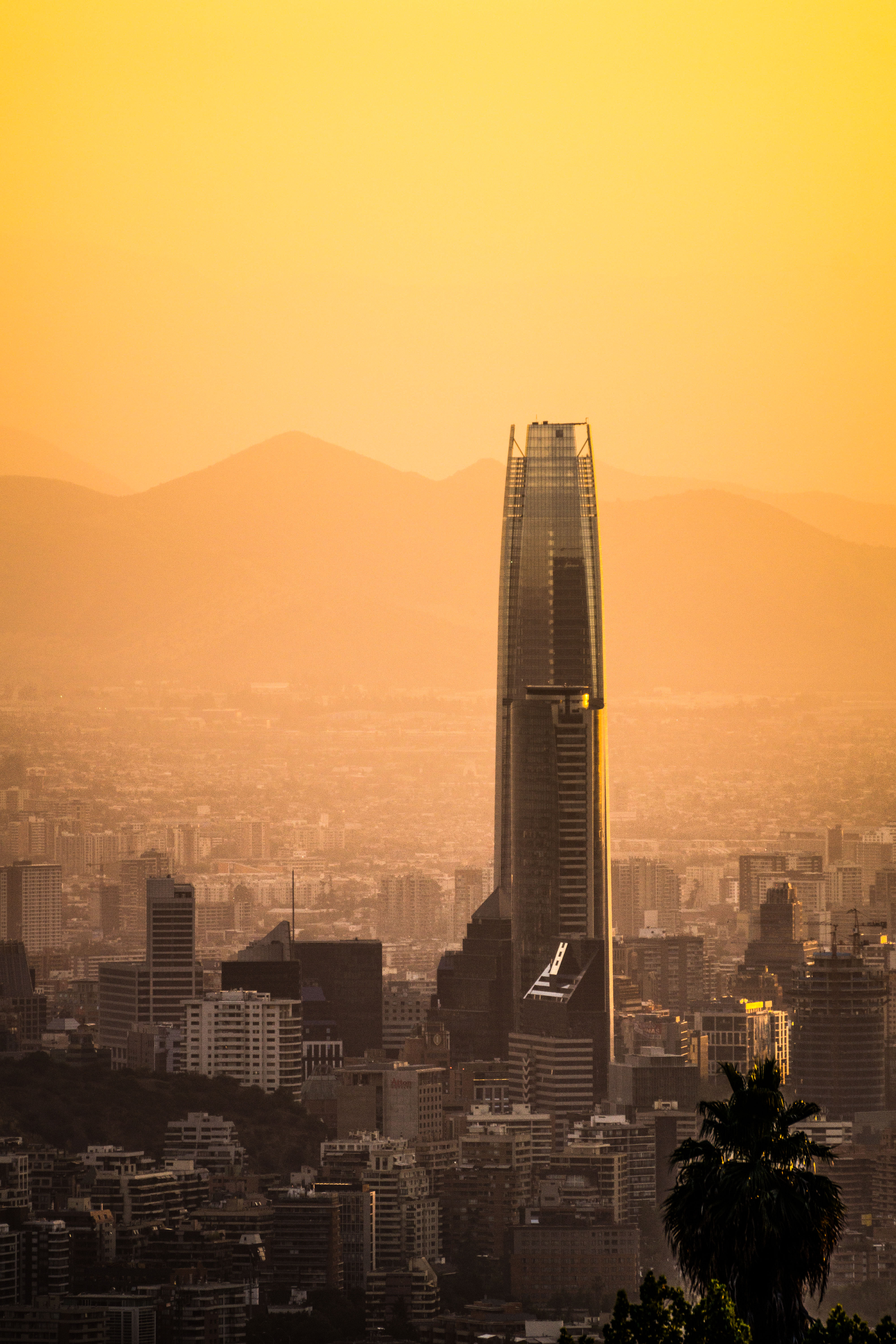
2013年12月
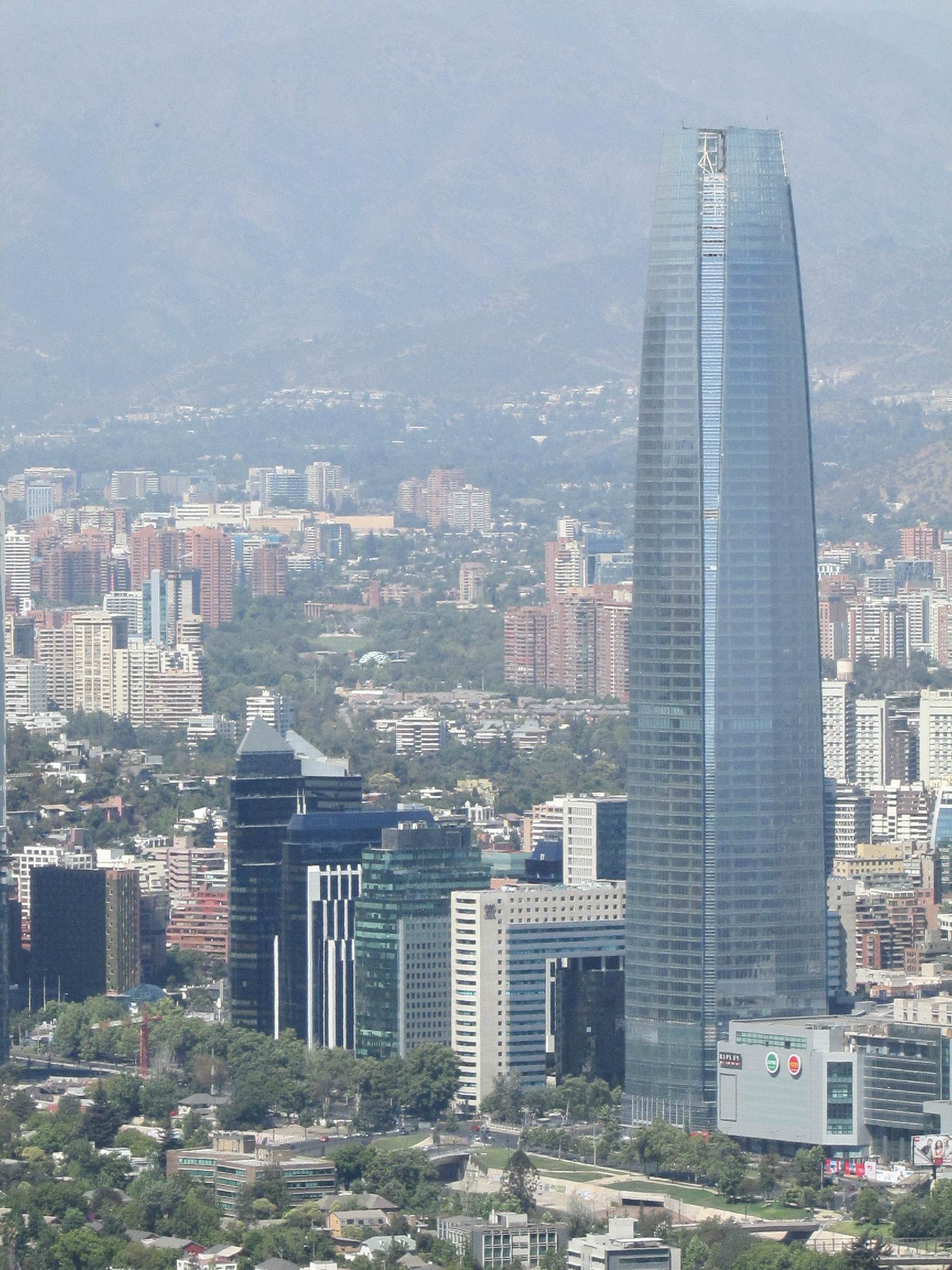
2014年1月

## 外部連結
- Costanera Center website（页面存档备份，存于）（英文）
- Sky Costanera（页面存档备份，存于） - Observation deck website（英文）
- Brochure with technical specifications（英文）